# Marie-Luise Scherer
Marie-Luise Scherer (Sarrebruck, 1938-17 de diciembre de 2022) fue una escritora y periodista alemana.

## Vida
Sin el bachillerato comenzó a trabajar como reportera en el Kölner Stadtanzeiger y a escribir para el Berliner Morgenpost y para Die Zeit. Después trabajó para Der Spiegel entre los años 1974 y 1998; allí empezó a ser conocida por sus reportajes literarios. Dijo sobre su producción literaria (la caracterizaba como «trabajo con sílabas»):

Zwei gute Sätze an einem Tag sind ein Glück
Dos frases buenas  al día son una dicha
Marie-Luise Scherer

En el año 2012 se le concedió el Kunstpreis des Saarlandes; según el jurado:

Ihre Texte setzen einen Akzent gegen die Schnelligkeit 
journalistischer Darstellungen, sie sind Erzählungen mit 
präzise recherchiertem Hintergrund
Sus textos enfatizan contra la rapidez de 
las descripciones periodísticas, son narraciones con 
 un fondo preciso y documentado
Jurado del Kunstpreis des Saarlandes

Vive en Damnatz cerca de la antigua frontera de la República Democrática Alemana.

## Premios
- 1970 Premio Theodor Wolff
- 1977 Premio Egon Erwin Kisch
- 1979 Premio Egon Erwin Kisch
- 1989 Premio Siebenpfeiffer
- 1994 Premio Ludwig Börne[4]
- 2008 Premio Italo Svevo[5]
- 2011 Premio Heinrich Mann[6]
- 2012 Kunstpreis des Saarlandes

## Obra
- Ungeheurer Alltag. Geschichten und Reportagen (1988)
- Der Akkordeonspieler. Wahre Geschichten aus vier Jahrzehnten (2004)
- Die Bestie von Paris und andere Geschichten (2012) traducido como La bestia de París y otros relatos
- Die Hundegrenze (2013)
- Unter jeder Lampe gab es Tanz (2014)